# Turkania Wallonia Waimes Faymonville
Turkania Wallonia Waimes Faymonville is een Belgische voetbalclub uit Faymonville. De club is aangesloten bij de KBVB met stamnummer 1798 en heeft groen als clubkleur. Faymonville speelde het grootste deel van zijn bestaan in de provinciale reeksen, maar speelt sinds 2006 in de nationale reeksen.

## Geschiedenis
De club werd als FC Turkania Faymonville een eerste maal opgericht in 1921. De naam verwijst naar de bijnaam van de inwoners van Faymonville, "les Turcs". In oktober 1924 trad de club toe tot de Belgische voetbalbond, maar eind december van dat jaar werd ze al geschrapt, omwille van het niet betalen van een bedrag van 36,59 frank. In 1931 werd de club opnieuw opgericht en aangesloten bij de voetbalbond, waar men stamnummer 1798 kreeg toegekend. Vier jaar later werd de club "effectief", en mocht ze van start gaan in de laagste regionale reeksen.
In 1951 promoveerde Faymonville naar Tweede Provinciale, waar de club 19 jaar zou blijven spelen. Op 12 juni 1952 werd de club koninklijk en werd de naam RFC Turkania Faymonville. In 1969 degradeerde Faymonville echter en brak een mindere periode aan. Twaalf jaar later zakte de club nog verder weg naar Vierde Provinciale, het allerlaagste niveau. De club kon in de eerste helft van de jaren 80 weer gauw opklimmen, dankzij een titel in 1983 en een nieuwe promotie naar Tweede Provinciale in 1986. In de loop van het seizoen 1985/86 en het volgende seizoen slaagde Faymonville er in om 43 speeldagen op rij ongeslagen te blijven.
In 1995 zakte de club nogmaals naar Derde Provinciale. Na een jaar promoveerde men echter opnieuw en nog eens twee jaar later promoveerde men voor het eerst verder naar Eerste Provinciale, het hoogste provinciale niveau. Faymonville bleef daar een decennium spelen, tot men er kampioen werd in 2006. Voor het eerst stootte de club zo door naar de nationale reeksen.
Turkania kon zich er meteen handhaven in Vierde Klasse. In het tweede seizoen, 2007/08 behaalde men er al een tweede plaats en een deelname aan de eindronde. Daarin was KFC Lille echter te sterk. Twee jaar later speelde men opnieuw de eindronde, waar ditmaal werd verloren van KSC Grimbergen.
In 2014 fuseerden Turkania Faymonville met AS Faymonville, de club treedde aan in Derde provinciale, en steeg naar 2e Provinciale in 2019.
Daar verbleven ze maar 1 jaar, en in 2022 fusioneerde de ploeg met RFC Wallonia Waimes, dat uitkwam in 2e Provinciale, onder het stamnummer van Faymonville en met de nieuwe naam Turkania Wallonia Waimes Faymonville. 

## Resultaten
| Seizoen                                                                  | Klasse | Klasse | Klasse | Klasse | Klasse | Klasse | Klasse | Klasse | Klasse | Reeks                                                    | Punten                                                   | Opmerkingen                                                                                        |
|                                                                          | I      | II     | III    | IV     | P.I    | P.II   | P.III  | P.IV   |        |                                                          |                                                          | |
| ------------------------------------------------------------------------ | ------ | ------ | ------ | ------ | ------ | ------ | ------ | ------ | ------ | -------------------------------------------------------- | -------------------------------------------------------- | -------------------------------------------------------------------------------------------------- |
| 2005/06                                                                  |        |        |        |        | 1      |        |        |        |        | Eerste Prov. Luik                                        |                                                          | |
| 2006/07                                                                  |        |        |        | 7      |        |        |        |        |        | Vierde Klasse D                                          | 39                                                       | |
| 2007/08                                                                  |        |        |        | 2      |        |        |        |        |        | Vierde Klasse D                                          | 56                                                       | Verlies in eindronde voor promotie tegen KFC Lille                                                 |
| 2008/09                                                                  |        |        |        | 5      |        |        |        |        |        | Vierde Klasse D                                          | 49                                                       | |
| 2009/10                                                                  |        |        |        | 2      |        |        |        |        |        | Vierde Klasse C                                          | 59                                                       | Verlies in eindronde voor promotie tegen KSC Grimbergen                                            |
| 2010/11                                                                  |        |        |        | 4      |        |        |        |        |        | Vierde Klasse D                                          | 53                                                       | Verlies in eindronde voor promotie tegen Olympia Wijgmaal                                          |
| 2011/12                                                                  |        |        |        | 4      |        |        |        |        |        | Vierde Klasse D                                          | 52                                                       | Verlies in eindronde voor promotie tegen KVK Ieper                                                 |
| 2012/13                                                                  |        |        |        | 8      |        |        |        |        |        | Vierde Klasse D                                          | 42                                                       | |
| 2013/14                                                                  |        |        |        | 16     |        |        |        |        |        | Vierde Klasse D                                          | 19                                                       | |
| Fusie met AS Faymonville. Nieuwe club begint in Derde provinciale Luik D |        |        |        |        |        |        |        |        |        |                                                          |                                                          | |
| 2014/15                                                                  |        |        |        |        |        |        | 4      |        |        | Derde Prov. Luik D                                       | 52                                                       | verloren in eindronde van RRC Trois-Ponts (1-2)                                                    |
| 2015/16                                                                  |        |        |        |        |        |        | 4      |        |        | Derde Prov. Luik D                                       | 57                                                       | verloren in eindronde van Union Walhorn (2-0)                                                      |
|                                                                          | 1A     | 1B     | 1Am    | 2Am    | 3Am    | P.I    | P.II   | P.III  | P.IV   | Vanaf 2016-17 zijn er 3 nationale en 2 regionale niveaus | Vanaf 2016-17 zijn er 3 nationale en 2 regionale niveaus | Vanaf 2016-17 zijn er 3 nationale en 2 regionale niveaus                                           |
| 2016/17                                                                  |        |        |        |        |        |        |        | 11     |        | Derde Prov. Luik D                                       | 31                                                       | |
| 2017/18                                                                  |        |        |        |        |        |        |        | 7      |        | Derde Prov. Luik D                                       | 44                                                       | |
| 2018/19                                                                  |        |        |        |        |        |        |        | 5      |        | Derde Prov. Luik D                                       | 52                                                       | promotie dankzij winst in eindronde tegen Alliance des Hautes Fagnes (0-3) en RFC Butgenbach (1-2) |
| 2019/20                                                                  |        |        |        |        |        |        | 16     |        |        | Tweede Prov. Luik D                                      | 11                                                       | |
| 2020/21                                                                  |        |        |        |        |        |        |        | -      |        | Derde Prov. Luik D                                       | -                                                        | seizoen geschrapt wegens Covid-19                                                                  |
| 2021/22                                                                  |        |        |        |        |        |        |        | 10     |        | Derde Prov. Luik D                                       | 40                                                       | |
| Als Turkania Wallonia Waimes Faymonville (fusie met RFC Wallonia Waimes) |        |        |        |        |        |        |        |        |        |                                                          |                                                          | |
| 2022/23                                                                  |        |        |        |        |        |        | 15     |        |        | Tweede Prov. Luik C                                      | 22                                                       | Degradatie                                                                                         |
| 2023/24                                                                  |        |        |        |        |        |        |        | 3      |        | Derde Prov. Luik D                                       | 66                                                       | |
| 2024/25                                                                  |        |        |        |        |        |        |        | 15     |        | Derde Prov. Luik D                                       | 24                                                       | Degradatie                                                                                         |
| 2025/26                                                                  |        |        |        |        |        |        |        |        |        | Vierde Prov. Luik F                                      |                                                          | |